# انجیل یوحنا (فیلم)
انجیل یوحنا (انگلیسی: The Gospel of John) فیلمی است که در سال ۲۰۰۳ منتشر شد. از بازیگران آن می‌توان به هنری یان کوسیک اشاره کرد.